# Mäuseöhrchen
Das Mäuseöhrchen (Myosotella myosotis), auch Mausohrschnecke ist eine Schneckenart aus der Familie der Küstenschnecken (Ellobiidae). In Europa lebt sie in küstennahen Salzwiesen von Großbritannien und Dänemark bis ins Mittelmeer und Schwarze Meer. Die Salzwiesen der deutschen Küsten sind ein weltweit einzigartiger Lebensraum mit spezifischen Umweltbedingungen. Das Mäuseöhrchen ist an diesen Lebensraum angepasst und wurde 2008 in Deutschland zum Weichtier des Jahres benannt.

## Merkmale
Das Gehäuse misst 5 bis 11 mm in der Höhe und ist 3 bis 5 mm breit. Es ist länglich eiförmig, rechtsgewunden mit spitzkonischen Gewinde. Die zum Teil glänzende Färbung ist bräunlich bis gelblich. Die Mündung (Gehäuseöffnung) ist ebenfalls zugespitzt-eiförmig, die Spindel (Mündungsteil an der Gehäuseachse) hat zwei Falten, die spiralig in das Innere des Gehäuses hineinlaufen. Die oberen Windungen der 6–8 Umgänge sind nur wenig konvex und durch eine flache Sutur, auch Naht genannt, getrennt, fein gestreift und weisen manchmal eine feine Behaarung auf. Der Mündungsrand ist nach innen als sogenannte Lippe verdickt und nach außen leicht krempenartig erweitert. An salzreichen Küsten, wie an der Nordsee, ist das Gehäuse dickschaliger, größer und länger, als in salzärmeren Regionen, wie an der Ostsee.
Der Tierkörper ist beigefarben bis hellgrau, wobei die Oberseite des Vorderkörpers und der Bereich der Fühler etwas dunkler gefärbt ist. Die kleinen dunklen Augen sitzen an der Fühlerbasis. Dadurch unterscheidet sich die Küstenschnecken von den meisten Kiemenschnecken, deren Augen fast immer an der Körperaußenseite der Fühlerbasis sitzen, sowie von den meisten anderen Land-Lungenschnecken, deren Augen am Ende der Fühler sitzen. Das Mäuseöhrchen besitzt nur zwei Fühler, was ein weiterer Unterschied zu fast allen höher entwickelten Land-Lungenschnecken ist, da diese neben den zwei Augenfühlern noch ein Paar kleinerer Fühler im unteren Bereich des Kopfes aufweisen. Die Radula weist in der Halbquerreihe einen Mittelzahn, etwa 10 Seitenzähnchen und 20 Randzähnchen auf.

### Ähnliche Arten
Die nahe verwandte Art Myosotella denticulata (Montagu, 1803) besitzt ein recht ähnliches Gehäuse, jedoch ist der Mündungsrand gezähnelt.

## Lebensraum und Verbreitung
Mäuseöhrchen leben vorwiegend im Grasbereich der Salzwiesen direkt an der Küste mit geringer Gezeitenwirkung. Sie sitzen unter Treibholz, Steinen, faulendem Tang, auf Pflanzen oder angespülten Planken und halten sich im Schlammboden auf. Bevorzugte Lebensräume sind die Ränder kleiner Gewässer in den Salzwiesen. Mäuseöhrchen kommen in Deutschland nur auf Salzwiesen vor. Sie sind recht tolerant gegenüber dem Salzgehalt (Salinität) in ihrem Lebensraum. Mäuseöhrchen können über längere Zeit Werte zwischen 0,9 und 9,9 % überleben, wobei festgestellt wurde, dass ein Salzgehalt von 1,8 % ideal ist. Als Nahrungsquelle dienen vorwiegend Kieselalgen und zerfallende organische Materialien (Detritus).
Mäuseöhrchen sind an der Nord- und Ostseeküste, den Küsten von Europa zwischen Dänemark, Großbritannien und dem Mittelmeerraum verbreitet. Außerdem wurden sie an die Ostküste Nordamerikas, nach Südamerika (Peru), nach Südafrika und nach Jamaika verschleppt und haben sich dort etabliert.

## Fortpflanzung und Entwicklung
Mäuseöhrchen haben sowohl männliche als auch weibliche Geschlechtsorgane und werden deshalb als Zwitter bezeichnet. Die männlichen Geschlechtsorgane werden zeitlich gesehen vor den weiblichen Organen funktionsfähig. Erst ab dem zweiten Lebensjahr, wenn beide Geschlechtsorgane funktionsfähig sind, können sich diese Tiere sowohl als Männchen als auch Weibchen paaren. Die Paarungen finden meist im April/Mai und August/September statt. Bei der Paarung fungiert aber meist ein Partner als Weibchen, der andere Partner als Männchen. Es wurden aber auch schon Paarungen mit drei Tieren beobachtet, wobei das mittlere Tier sowohl als Weibchen wie auch als Männchen fungierte. Die befruchteten Eier werden als Paket, meist 25 bis 30 Eier (selten auch nur 15, höchstens bis 80 Eier) in feuchte Erdspalten oder in gegrabene Höhlen (10–15 mm tief) abgelegt.
Die Entwicklungsdauer der Embryonen kann temperaturbedingt sehr stark variieren, sie liegt zwischen 3 und 7 Wochen. In der Eihülle durchlaufen die Embryonen ein Veligerstadium mit zunächst links gewundenem Gehäuse, gefärbter Mitteldrüse und Verschlussdeckel. Das Operkulum geht im weiteren Verlauf der Entwicklung noch im Ei verloren. Sie schlüpfen als kleine fertige Tierchen aus dem Ei. Unter Laborbedingungen wurden Mäuseöhrchen schon acht Wochen nach dem Schlüpfen mit einer Gehäusehöhe von 5 mm geschlechtsreif. Die durchschnittliche Lebensdauer beträgt 3 bis 4 Jahre. Um den Winter zu überleben, schließen sich die Schnecken in Gruppen zusammen und überwintern in kleinen Höhlen im Boden.

## Gefährdung
In Norddeutschland ist Myosotella myosotis vom Aussterben bedroht. Der Grund ist die zunehmende Zerstörung der Salzwiesen, die den ausschließlichen Lebensraum der Schnecken in Norddeutschland darstellen.

## Belege

### Online
- Das Mäuseöhrchen (PDF-Datei; 380 kB) 22:32, 14. Jan. 2012 (CET)